# Charadrahyla tecuani
Charadrahyla tecuani  es una especie de anfibios de la familia Hylidae. Es endémica de México.  Vive en la Sierra Madre del Sur.